# Escalos de Baixo
Escalos de Baixo ist ein Ort und eine ehemalige Gemeinde (Freguesia) im portugiesischen Kreis Castelo Branco. Die Gemeinde hatte 749 Einwohner (Stand 30. Juni 2011).
Am 29. September 2013 wurden die Gemeinden Escalos de Baixo und Mata zur neuen Gemeinde União das Freguesias de Escalos de Baixo e Mata zusammengeschlossen. Escalos de Baixo ist Sitz dieser neu gebildeten Gemeinde.